# Glasco (Kansas)
Glasco is een plaats (city) in de Amerikaanse staat Kansas, en valt bestuurlijk gezien onder Cloud County.

## Demografie
Bij de volkstelling in 2000 werd het aantal inwoners vastgesteld op 536.
In 2006 is het aantal inwoners door het United States Census Bureau geschat op 496, een daling van 40 (-7,5%).

## Geografie
Volgens het United States Census Bureau beslaat de plaats een oppervlakte van
0,8 km², geheel bestaande uit land. Glasco ligt op ongeveer 399 m boven zeeniveau.

## Plaatsen in de nabije omgeving
De onderstaande figuur toont nabijgelegen plaatsen in een straal van 28 km rond Glasco.